# Noel Campbell
Noel Campbell (* 11. Dezember 1949 in Dublin; † 13. Juni 2022 ebenda) war ein irischer Fußballspieler.

## Karriere
Campbell spielte von 1966 bis 1971 bei den St Patrick’s Athletic in der Premier Division, der League of Ireland. Zur Saison 1971/72 wechselte er nach Deutschland zu Fortuna Köln. Die Fortuna spielte in der zweithöchsten Klasse Deutschlands, in der Regionalliga West. Campbell kam in seinem Debütjahr in der Elf von Präsident Hans Löring auf 28 Einsätze und erzielte fünf Tore. Fortuna belegte hinter Meister Wuppertaler SV und Rot-Weiss Essen den dritten Platz in der Westliga. In seinem zweiten Jahr bei der Fortuna, der Saison 1972/73 errangen Campbell und seine Mannschaftskollegen, hinter Rot-Weiss Essen die Vizemeisterschaft. Campbell hatte im Fortuna-Mittelfeld in 22 Ligaspielen vier Tore erzielt. Damit war die Mannschaft aus der Kölner Südstadt für die Aufstiegsrunde zur Bundesliga qualifiziert. In der Aufstiegsrunde setzte sich die Fortuna gegen den FC St. Pauli, den 1. FSV Mainz 05, den Karlsruher SC und Blau-Weiß 90 Berlin durch. Durch den Gruppensieg in der Aufstiegsrunde spielte Campbell mit der Fortuna in der Saison 1973/74 in der Bundesliga. Als Campell am ersten Spieltag der Saison gegen Borussia Mönchengladbach auflief, war er der erste Ire, der ein Bundesligaspiel bestritt. Zum Ende der Saison stand die Fortuna punktgleich mit dem Wuppertaler SV. Doch durch die schlechtere Tordifferenz stand Campbell, der Ire hatte 29 Ligaspiele absolviert, mit den Kölnern auf dem siebzehnten Tabellenplatz. Damit erfolgte der Abstieg in die Zweitklassigkeit. Die 2. Bundesliga wurde zur Saison 1974/75 als zweigleisiger Unterbau der Bundesliga eingeführt. Campbell spielte die nächsten vier Jahre in der Nordstaffel dieser Liga. Insgesamt bestritt der elffache irische A-Nationalspieler 110 Spiele in der 2. Bundesliga und erzielte dabei 16 Tore für Köln.
In der Saison 1980/81 spielte er noch ein Jahr für die Shamrock Rovers. Im Anschluss wurde er Co-Trainer des Teams unter Johnny Giles. Als dieser den Klub Anfang 1983 verließ, übernahm Campbell bis Saisonende den Cheftrainerposten.